# Pomnik Armii Czerwonej w Krakowie
Pomnik Armii Czerwonej – pomnik w Krakowie, znajdujący się w latach 1948–1997 w północnej części Plant, na Starym Mieście.
Pomnik Armii Czerwonej, w formie głazu z tabliczką informacyjną, wykonanego z kamienia był dziełem zaprojektowanym przez Marcina Bukowskiego, a wykonanym przez Karola Muszkieta. 12 listopada 2013 w okolicach dawnego pomnika Armii Czerwonej odsłonięto pomnik Jana Matejki.
Pomnik został odsłonięty w 1948 roku, w 1997 roku został zlikwidowany.